# Chedia Mare
Chedia Mare (węg. Nagykede) – wieś w Rumunii, w okręgu Harghita, w gminie Șimonești. W 2011 roku liczyła 21 mieszkańców.